# Zerlegungsgleichheit
Zerlegungsgleichheit oder Scherenkongruenz ist ein geometrischer Begriff. Anschaulich sollen zwei  geometrische Objekte zerlegungsgleich oder scherenkongruent heißen, wenn eines derart in endlich viele Teile zerlegt werden kann, so dass man durch ein erneutes Zusammensetzen der Teile das zweite erhält. Um sinnvolle Begriffe zu erhalten, muss man weitere Forderungen an die Teile stellen.

## Zerlegungsgleichheit bei Polygonen

Das Quadrat lässt sich in 4 Teilpolygone zerlegen, die anders zusammengesetzt ein gleichseitiges Dreieck ergeben.

Zwei Polygone heißen zerlegungsgleich, wenn man sie in paarweise kongruente Teilpolygone zerlegen kann.
Äquivalent kann man formulieren, dass zwei Polygone zerlegungsgleich sind, wenn man sie in paarweise kongruente Teildreiecke zerlegen kann. Das ergibt sich dadurch, dass man die Teilvielecke obiger Definition in gleicher Weise durch Ziehen von Diagonalen in Teildreiecke zerlegen kann.
Zerlegungsgleichheit ist eine Äquivalenzrelation unter Polygonen. Reflexivität und Symmetrie sind klar. Zur Transitivität muss man bei zwei Zerlegungen zu einer gemeinsamen feineren Zerlegung übergehen.
Zerlegungsgleiche Polygone haben denselben Flächeninhalt, denn sie setzen sich ja aus denselben Teilvielecken zusammen. Hiervon gilt nach dem Satz von Bolyai-Gerwien auch die Umkehrung: Zwei flächengleiche Polygone sind zerlegungsgleich.

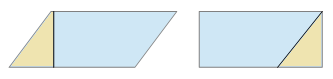
Das Parallelogramm ist zerlegungsgleich zu einem Rechteck.

Beispielsweise ist ein Parallelogramm zerlegungsgleich zu einem Rechteck, wie in nebenstehender Zeichnung angedeutet. Also sind sie auch flächengleich und es folgt die bekannte Formel, dass die Fläche des Parallelogramms gleich Grundseite mal Höhe ist.

## Zerlegungsgleichheit bei Polyedern
Überträgt man obige Begriffe auf drei Dimensionen, erhält man die Zerlegungsgleichheit von Polyedern. Zwei dreidimensionale Polyeder heißen zerlegungsgleich, wenn man sie in paarweise kongruente Teilpolyeder zerlegen kann.
Äquivalent kann man formulieren, dass zwei Polyeder zerlegungsgleich sind, wenn man sie in paarweise kongruente Teiltetraeder zerlegen kann. Das ergibt sich dadurch, dass man die Teilpolyeder obiger Definition in gleicher Weise durch Ziehen von Diagonalen in Teiltetraeder zerlegen kann.
Zerlegungsgleichheit ist eine Äquivalenzrelation unter Polyedern und zerlegungsgleiche Polyeder haben dasselbe Volumen, wie man in Analogie zur zweidimensionalen Situation der Polygone einsieht.

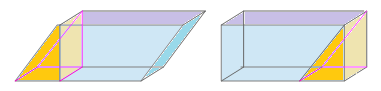
Der Spat ist zerlegungsgleich zu einem Quader.

Beispielsweise ist ein Spat zerlegungsgleich zu einem Quader, wie in nebenstehender Zeichnung angedeutet. Also sind sie auch volumengleich und es folgt die bekannte Formel, dass das Volumen des Spats gleich Grundfläche mal Höhe ist.
Zwar sind zerlegungsgleiche Polyeder volumengleich, aber im Gegensatz zur zweidimensionalen Situation gilt hier die Umkehrung nicht. Die Frage nach der Umkehrung ist auch als drittes hilbertsches Problem bekannt. M. Dehn zeigte im Jahre 1900, dass zerlegungsgleiche Polyeder neben dem gleichen Volumen auch die gleiche Dehn-Invariante haben müssen und konnte damit ein Tetraeder angeben, das nicht zerlegungsgleich zu einem Würfel gleichen Volumens ist. Umgekehrt konnte J.-P. Sydler im Jahre 1965 zeigen, dass zwei Polyeder mit gleichem Volumen und gleicher Dehn-Invariante zerlegungsgleich sind.

## Bemerkung
Wenn man bei den Zerlegungen alle Teilmengen zulässt, erhält man nicht einmal die Volumengleichheit, wie das Banach-Tarski-Paradoxon zeigt.